# Charles-Joseph Bresson
Pour les articles homonymes, voir Bresson.
Charles-Joseph, comte Bresson, né à Épinal (Vosges) le 27 mars 1798 et mort suicidé à Naples (Italie) le 2 novembre 1847, est un diplomate et homme politique français.
Il gagne la confiance de Louis-Philippe Ier en conduisant les négociations diplomatiques en vue du mariage de trois de ses enfants, le Prince royal, la princesse Louise d'Orléans et le duc de Montpensier.

## Biographie
Charles-Joseph Bresson naît le 7 germinal an VI (27 mars 1798) à Épinal. Il est le fils de François-Léopold Bresson, avocat et magistrat, et de son épouse, Marie-Barbe Pellet.
Charles-Joseph Bresson est destiné très tôt à la carrière diplomatique. Hyde de Neuville, ministre de la Marine de Charles X, le charge d'une mission en Grande-Colombie en tant que commissaire du roi. Bresson, accompagné par Napoléon-Auguste Lannes, se rend à Bogotá en avril 1829. Il a pour mission secrète de proposer une couronne à Simon Bolivar et faire de la Colombie une monarchie constitutionnelle qui, après la mort de Bolivar, serait régie par un prince français. Après la démission de Bolivar comme président à vie de la Colombie le 20 janvier 1830, Bresson quitte la Colombie.
En 1830, il est chargé de notifier à la Suisse l'accession au trône de Louis-Philippe Ier et est ensuite nommé premier secrétaire à l'ambassade de France à Londres, auprès de Talleyrand. Il est l'un des deux diplomates chargés de faire accepter par le gouvernement belge les décisions de la Conférence de Londres, et s'acquitte de cette mission avec habileté. Il conduit ensuite, à la satisfaction du roi, les négociations en vue du mariage du nouveau roi des Belges, Léopold Ier, avec la princesse Louise d'Orléans. Ce succès le met au comble de la faveur auprès de Louis-Philippe. À cette époque, il aurait été l'amant de la femme de l'ambassadeur de Belgique, la comtesse Le Hon, et serait le père de son fils Léopold (né en 1832).
En 1833, il est nommé chargé d'affaires à Berlin avec le titre de ministre plénipotentiaire. Il rétablit les relations, alors fort compromises, entre la France et la Prusse, évitant que celle-ci ne se rapproche tout à fait de la Russie. Le 10 novembre 1834, il est nommé ministre des Affaires étrangères dans l'éphémère ministère Maret. Bresson n'a pas même le temps de rejoindre la capitale que le ministère est déjà tombé. Il reste donc à Berlin où il s'occupe d'arranger le mariage (1837) du Prince royal avec la princesse Hélène de Mecklembourg-Schwerin, d'une famille alliée à la famille royale de Prusse.
Après ce succès diplomatique, le roi le nomme pair de France (6 mai 1839). À la Chambre des pairs, Bresson défent avec ardeur le projet de fortifications de Paris (1841), auquel le roi porte un intérêt tout particulier.
Il est ensuite envoyé comme ambassadeur à Madrid et joue un rôle capital dans la difficile négociation des mariages espagnols (10 octobre 1846), c'est-à-dire le mariage de la reine d'Espagne, Isabelle II, avec son cousin le duc de Cadix, et, parallèlement, le mariage du duc de Montpensier avec une sœur d'Isabelle II, la princesse Louise Ferdinande de Bourbon. Dans cette affaire, les intérêts de la France sont vigoureusement opposés à ceux du Royaume-Uni, et le comte Bresson doit déjouer les manœuvres parfois déloyales de l'ambassadeur d'Angleterre en Espagne, sir Henry Bulwer. En récompense de ce succès, son fils, François-Paul-Ferdinand-Philippe Bresson (1844-1863), déjà filleul de la reine Isabelle d'Espagne, est nommé grand d'Espagne de 1re classe avec le titre de duc de Sainte-Isabelle en 1846 par celle-ci.

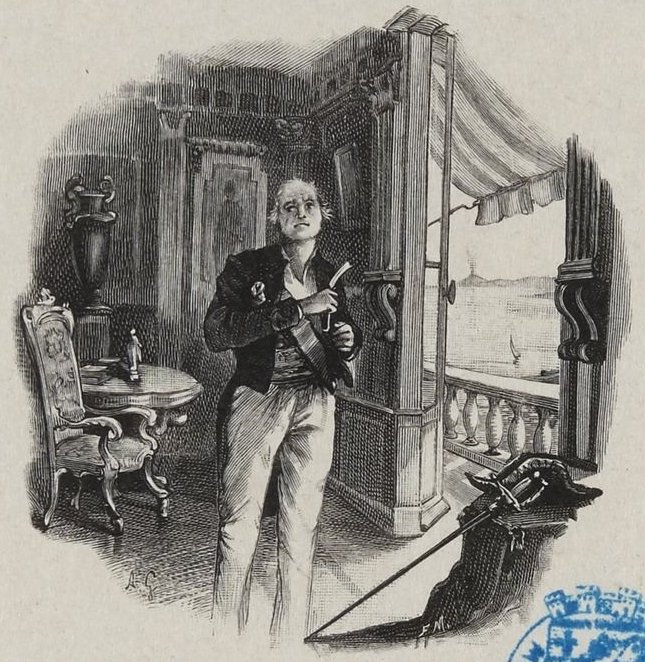
Le suicide du comte Bresson.

Le comte Bresson est rappelé en 1847. Il passe quelques semaines à Londres puis est nommé ambassadeur à Naples. Mais il vient tout juste de prendre son poste qu'il se suicide en se tranchant la gorge avec un rasoir.